# Nocticola sinensis
Nocticola sinensis es una especie de cucaracha del género Nocticola, familia Nocticolidae. Fue descrita científicamente por Silvestri en 1946.
Habita en China (Hong Kong).